# Femme des colonies
Capresse des colonies
La Femme des colonies, initialement intitulée Capresse des colonies, est une sculpture de Charles Cordier (1827–1905) réalisée en 1861.

## Description
Il s'agit d'un buste en onyx et en bronze patiné. Son piédouche est doré et en marbre cervelas rose.

## Historique
En 1861, il est acquis par la maison de Napoléon III, et inscrit sur l'inventaire du domaine privé jusqu'en 1870, dans la collection Napoléon III.
À partir de 1870, il est attribué au musée du Luxembourg, puis reversé au musée du Louvre en 1920. Depuis 1986, il est affecté au musée d'Orsay, où désormais l'œuvre s'intitule Femme des colonies. En dehors de la France, l'œuvre conserve communément son appellation d'origine : Capresse delle colonie, Capresse de las colonias, Capresse das colônias, Capresse van de koloniën, etc.

## Expositions
- Salon, Paris, France, 1861
- Exposition Universelle, Paris, France, 1889
- Théophile Gautier, la critique en liberté, Paris, France, 1997
- Charles Cordier (1827–1905), sculpteur, l'autre et l'ailleurs, Paris, France, 2004
- Méditerranées : des grandes cités d'hier aux hommes d'aujourd'hui, Marseille, France, 2013
- En couleurs, la sculpture polychrome en France 1850–1910, Paris, France, 2018
- Le Modèle noir, de Géricault à Matisse, Paris, France, 2019